# Dolichomitus saperdus
Dolichomitus saperdus är en stekelart som beskrevs av Wang 2000. Dolichomitus saperdus ingår i släktet Dolichomitus och familjen brokparasitsteklar. Inga underarter finns listade i Catalogue of Life.